# Nagy István (lelkész, 1770–1841)
Zámolyi Nagy István (Alcsút, 1770. szeptember 24. – Balatonfüred, 1841. március 19.) református lelkész, esperes és táblabíró.

## Élete
Nagy István református lelkész és Kovács Erzsébet fia (apja később zámolyi lelkész lett, azért vette fel a zámolyi előnevet). Tanult Csákváron, Bicskén, Modorban és Debrecenben, ahol 1786. április 27-én lépett a felső osztályba. Két évig volt ugyanott tanító, 1797-től főiskolai senior. 1797-ben a téli félévre a jénai egyetemre iratkozott be; tanult Göttingenben is. Hazatérve, 1799-ben ordasi, 1800-ban balatonfüredi pap lett egészen haláláig. Az ő tevékenysége alatt épült fel a klasszicista stílusú templom, mely 1830-ra készült el, valamint az új iskola is.
A Fábián által szerkesztett Lelki Pásztori Tárház (Pest, 1818.) munkatársa volt.
A balatonfüredi református egyházközség új temploma alapkövének letételéről, a toronygomb feltételéről és a fölszentelésről négy beszéd és öt könyörgés maradt emlékül 1830-ból. A füzetet előbeszéd vezeti be, melyben az ünnepi program és a füzet tartalomjegyzéke szerepel. (A Figyelő XX. 15. l. ilyen hiányosan adja a füzet címét).